# العلاقات السنغالية القطرية
العلاقات السنغالية القطرية هي العلاقات الثنائية التي تجمع بين السنغال وقطر.

## مقارنة بين البلدين
هذه مقارنة عامة ومرجعية للدولتين:
| وجه المقارنة                                              | السنغال                                              | قطر           |
| --------------------------------------------------------- | ---------------------------------------------------- | ------------- |
| المساحة (كم2)                                             | 196.72 ألف                                           | 11.44 ألف     |
| عدد السكان (نسمة)                                         | 15.85 مليون                                          | 2.64 مليون    |
| الكثافة السكانية (ن./كم²)                                 | 80.57                                                | 230.77        |
| العاصمة                                                   | داكار                                                | الدوحة        |
| اللغة الرسمية                                             | لغة فرنسية، اللغة الولوفية، باديارا ‏، اللغة البلنتية | اللغة العربية |
| العملة                                                    | فرنك غرب أفريقي                                      | ريال قطري     |
| الناتج المحلي الإجمالي (بليون دولار)                      | 16.37 مليار                                          | 167.61 مليار  |
| الناتج المحلي الإجمالي (تعادل القوة الشرائية) بليون دولار | 36.62 مليار                                          | 316.40 مليار  |
| الناتج المحلي الإجمالي الاسمي للفرد دولار أمريكي          | 899                                                  | 73.65 ألف     |
| الناتج المحلي الإجمالي للفرد دولار أمريكي                 | 2.33 ألف                                             | 141.54 ألف    |
| مؤشر التنمية البشرية                                      | 0.466                                                | 0.850         |
| رمز المكالمات الدولي                                      | +221                                                 | +974          |
| رمز الإنترنت                                              | .sn                                                  | .qa           |
| المنطقة الزمنية                                           | 00                                                   | ت ع م+03:00   |

## منظمات دولية مشتركة
يشترك البلدان في عضوية مجموعة من المنظمات الدولية، منها:
| علم المنظمة | اسم المنظمة                               | تاريخ انضمام السنغال | تاريخ انضمام قطر |
| ----------- | ----------------------------------------- | -------------------- | ---------------- |
|             | يونسكو                                    | 10 نوفمبر 1960       | 27 يناير 1972    |
|             | وكالة ضمان الاستثمار متعدد الأطراف        | 12 أبريل 1988        | 22 أكتوبر 1996   |
|             | الأمم المتحدة                             | 28 سبتمبر 1960       | 21 سبتمبر 1971   |
|             | الاتحاد البريدي العالمي                   | ?                    | ?                |
|             | البنك الدولي للإنشاء والتعمير             | 31 أغسطس 1962        | 25 سبتمبر 1972   |
|             | منظمة التعاون الإسلامي                    | ?                    | ?                |
|             | منظمة حظر الأسلحة الكيميائية              | ?                    | ?                |
|             | الاتحاد الدولي للاتصالات                  | 15 نوفمبر 1960       | 27 مارس 1973     |
|             | مؤسسة التمويل الدولية                     | 31 أغسطس 1962        | 11 أكتوبر 2008   |
|             | المركز الدولي لتسوية المنازعات الاستشارية | 21 مايو 1967         | 20 يناير 2011    |
|             | منظمة التجارة العالمية                    | ?                    | ?                |
|             | منظمة الشرطة الجنائية الدولية             | ?                    | ?                |

## أعلام
هذه قائمة لبعض الشخصيات التي تربطها علاقات بالبلدين:
- إبراهيم أول (لاعب كرة قدم قطري، 20 يوليو 1990[20] – )
- إبراهيما نداي (لاعب كرة قدم قطري، 11 مارس 1985 – )
- بابا جبريل (لاعب كرة قدم سنغالي، 7 مارس 1983 – )
- بابا مالك (لاعب كرة قدم قطري، 3 سبتمبر 1983 – )
- خليفة أبو بكر (لاعب كرة قدم سنغالي، 7 يوليو 1989 – )
- دامي تراوري (19 مايو 1986 – )
- سيرجين عبده (لاعب كرة قدم قطري، 28 فبراير 1995 – 27 سبتمبر 2016)
- عبد الله كوني (لاعب كرة قدم قطري، 19 يوليو 1979[21] – )
- قاسم برهان (لاعب كرة قدم قطري، 15 ديسمبر 1985[22] – )
- محمد إنياس (لاعب كرة قدم سنغالي، 23 مارس 1982 – )
- محمد صقر (لاعب كرة قدم قطري، 17 مايو 1981[23] – )

## وصلات خارجية
- موقع وزارة الخارجية السنغالية
- موقع وزارة الخارجية القطرية